# Lijst van werken van Andrea del Castagno
Deze lijst geeft een overzicht van het werk van de 15e-eeuwse Italiaanse renaissancekunstenaar Andrea del Castagno.
| Afbeelding | Titel                                                                   | Datering     | Techniek                                              | Afmetingen h × b cm | Verblijfplaats                                 | Opmerkingen |
| ---------- | ----------------------------------------------------------------------- | ------------ | ----------------------------------------------------- | ------------------- | ---------------------------------------------- | --- |
|            | Kruisiging van Santa Maria Nuova                                        | 1440–1441    | fresco                                                | 355 × 285           | Florence, Ospedale di Santa Maria Nuova        | |
|            | Fresco's in de Cappella di San Tarasio                                  | 1442–1444    | fresco                                                |                     | Venetië, San Zaccaria                          | In samenwerking met Francesco da Faenza                                                                                     |
|            | Dormitio Virginis e Visitazione                                         | 1442–1443    | mozaïek                                               |                     | Venetië, San Marco                             | Naar kartons van Andrea del Castagno (het leven van Maria)                                                                  |
|            | De kruisafneming                                                        | 1444         | gebrandschilderd raam                                 |                     | Florence, Kathedraal van Florence              | Naar een karton van Andrea del Castagno                                                                                     |
|            | Het Laatste Avondmaal                                                   | 1445–1450    | fresco                                                | 453 × 975           | Florence, Museo del Cenacolo di Sant'Apollonia | |
|            | Sinopia van Opstanding, Kruisiging en Graflegging                       | 1445–1450    | sinopia                                               | 453 × 975           | Florence, Museo del Cenacolo di Sant'Apollonia | |
|            | Opstanding, Kruisiging en Graflegging                                   | 1445–1450    | fresco                                                | 453 × 975           | Florence, Museo del Cenacolo di Sant'Apollonia | |
|            | Sinopia van Christus als Man van Smarten, ondersteund door twee engelen | 1447         | sinopia                                               | 283 × 330           | Florence, Museo del Cenacolo di Sant'Apollonia | |
|            | Christus als Man van Smarten, ondersteund door twee engelen             | 1447         | fresco                                                | 283 × 330           | Florence, Museo del Cenacolo di Sant'Apollonia | |
|            | Pippo Spano                                                             | 1448–1451    | fresco                                                | 250 × 150           | Florence, Uffizi                               | Afkomstig van de frescocyclus Beroemde mannen en vrouwen in de Villa Carducci-Pandolfini                                    |
|            | Farinata degli Uberti                                                   | 1448–1451    | fresco                                                | 250 × 150           | Florence, Uffizi                               | Afkomstig van de frescocyclus Beroemde mannen en vrouwen in de Villa Carducci-Pandolfini                                    |
|            | Niccolò Acciaiuoli                                                      | 1448–1451    | fresco                                                | 250 × 150           | Florence, Uffizi                               | Afkomstig van de frescocyclus Beroemde mannen en vrouwen in de Villa Carducci-Pandolfini                                    |
|            | Sibille van Cumae                                                       | 1448–1451    | fresco                                                | 250 × 150           | Florence, Uffizi                               | Afkomstig van de frescocyclus Beroemde mannen en vrouwen in de Villa Carducci-Pandolfini                                    |
|            | Esther                                                                  | 1448–1451    | fresco                                                | 120 × 150           | Florence, Uffizi                               | Afkomstig van de frescocyclus Beroemde mannen en vrouwen in de Villa Carducci-Pandolfini (deels verloren gegaan)            |
|            | Tomiri                                                                  | 1448–1451    | fresco                                                | 250 × 150           | Florence, Uffizi                               | Afkomstig van de frescocyclus Beroemde mannen en vrouwen in de Villa Carducci-Pandolfini                                    |
|            | Dante Alighieri                                                         | 1448–1451    | fresco                                                | 250 × 150           | Florence, Uffizi                               | Afkomstig van de frescocyclus Beroemde mannen en vrouwen in de Villa Carducci-Pandolfini                                    |
|            | Francesco Petrarca                                                      | 1448–1451    | fresco                                                | 250 × 150           | Florence, Uffizi                               | Afkomstig van de frescocyclus Beroemde mannen en vrouwen in de Villa Carducci-Pandolfini                                    |
|            | Giovanni Boccaccio                                                      | 1448–1451    | fresco                                                | 250 × 150           | Florence, Uffizi                               | Afkomstig van de frescocyclus Beroemde mannen en vrouwen in de Villa Carducci-Pandolfini                                    |
|            | Eva                                                                     | 1448–1451    | fresco                                                | 250 × 150           | Florence, Villa Carducci-Pandolfini            | Fragment van de frescocyclus Beroemde mannen en vrouwen in de Villa Carducci-Pandolfini (nog ter plaatse aanwezig)          |
|            | Adam                                                                    | 1448–1451    | fresco                                                |                     | Florence, Villa Carducci-Pandolfini            | Fragment van de frescocyclus Beroemde mannen en vrouwen in de Villa Carducci-Pandolfini (grotendeels verloren gegaan)       |
|            | Madonna col Bambino                                                     | 1448–1451    | fresco                                                |                     | Florence, Villa Carducci-Pandolfini            | Fragment van de frescocyclus Beroemde mannen en vrouwen in de Villa Carducci-Pandolfini (fragment nog ter plaatse aanwezig) |
|            | Madonna van casa Pazzi                                                  | 1449–1450    | fresco                                                | 290 × 212           | Florence, Uffizi (collectie Contini Bonacossi) | |
|            | Maria-Hemelvaart met de heiligen Miniato en Julianus                    | 1449–1450    | tempera en bladgoud op paneel                         | 131,3 × 150,3       | Berlijn, Gemäldegalerie                        | Het enige bewaard gebleven altaarstuk van Andrea del Castagno                                                               |
|            | Portret van een man                                                     | 1450         | tempera op paneel                                     | 54,2 × 40,4         | Washington, National Gallery of Art            | |
|            | David met het hoofd van Goliath                                         | 1450–1455    | schild (pavese): tempera op leer, bevestigd op paneel | 115,5 × 76,5/40,6   | Washington, National Gallery of Art            | |
|            | De heilige Julianus en de Verlosser                                     | 1451         | fresco                                                | 223 × 209           | Florence, Santissima Annunziata                | |
|            | Sinopia van Drievuldigheid en heiligen                                  | 1453         | sinopia                                               | 285 × 173           | Florence, Museo del Cenacolo di Sant'Apollonia | |
|            | Drievuldigheid en heiligen                                              | 1453         | fresco                                                | 285 × 173           | Florence, Santissima Annunziata                | |
|            | Kruisiging van Santa Maria degli Angeli                                 | 1455         | fresco                                                | 270 × 347           | Florence, Museo del Cenacolo di Sant'Apollonia | |
|            | Ruitermonument van Niccolò da Tolentino                                 | 1456         | fresco                                                | 833 × 512           | Florence, Kathedraal van Florence              | |
|            | Kruisiging                                                              | 1450 of 1471 | tempera op paneel                                     | 28.5 × 35           | Londen, National Gallery                       | Voorheen toegeschreven aan Andrea del Castagno (ca. 1450); later aan Francesco Botticini (ca. 1471)                         |

## Verloren werken
| Afbeelding | Titel                                                         | Datering  | Techniek          | Verblijfplaats                                                  | Opmerkingen |
| ---------- | ------------------------------------------------------------- | --------- | ----------------- | --------------------------------------------------------------- | --- |
|            | Portretten van de opgehangen rebellen na de Slag bij Anghiari | 1440      | muurschilderingen | Voorheen Florence, Palazzo del Podestà (Bargello)               | De schilderingen waren al in 1494 verdwenen. |
|            | Het leven van Maria                                           | 1451–1453 | fresco            | Florence, Sant'Egidio                                           | Uitgevoerd in samenwerking met Domenico Veneziano, Alessio Baldovinetti en Piero della Francesca. Fragmenten worden bewaard in het Museo del Cenacolo di Sant'Apollonia. |
|            | Lazarus met Martha en Maria                                   | 1455      | fresco            | Voorheen Florence, kapel in de Santissima Annunziata            | |
|            | Het Laatste Avondmaal                                         | 1457      |                   | Voorheen Florence, refter van het Ospedale di Santa Maria Nuova | Het laatste werk van Andrea del Castagno |

## Verantwoording
- Dit artikel of een eerdere versie ervan is een (gedeeltelijke) vertaling van het artikel Opere di Andrea del Castagno op de Italiaanstalige Wikipedia, dat onder de licentie Creative Commons Naamsvermelding/Gelijk delen valt. Zie de bewerkingsgeschiedenis aldaar.